# Pitmuies House

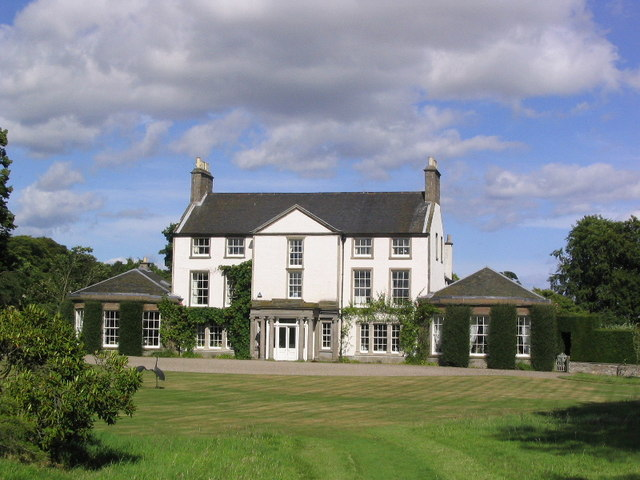
Pitmuies House

Pitmuies House ist ein klassizistisches Herrenhaus nahe der schottischen Ortschaft Friockheim in der Council Area Angus. 1971 wurde das Bauwerk in die schottischen Denkmallisten zunächst in der Kategorie B aufgenommen. Die Hochstufung in die höchste Denkmalkategorie A erfolgte 1996. Der zugehörige Gutshof ist separat als Kategorie-A-Bauwerk klassifiziert. Auf dem Anwesen befinden sich weitere Bauwerke der Kategorie B: Eine Sonnenuhr, die Wäscherei, eine Brücke, das Taubenhaus sowie das Burnside Cottage. Zu den Kategorie-C-Bauwerken zählen eine Brücke über das Vinny Water sowie das Ost- und das Westtor. Zuletzt ist das Gesamtanwesen im schottischen Register für Landschaftsgärten verzeichnet. In zwei von sieben Kategorien wurde das höchste Prädikat „herausragend“ verliehen.

## Geschichte
Im Jahre 1599 gehörte das Anwesen Patrick Guthrie. Als Mitgift ging es dann an David Ogilvy, dem zweiten Sohn Lord Ogilvys. Aufzeichnungen berichten, dass sein Erbe im Jahre 1730 „sich ein schönes neues Haus in Pitmuies gebaut hat“. Durch Heirat und Erbe wechselte Pitmuies in der Folgezeit noch zweimal den Besitzer. Der Erbe der Carnegys verließ das Land und verstarb mittellos. Nach seinem Tod kaufte Robert Pierson 1760 das Anwesen, der jedoch bereits drei Jahre später verstarb. Die Sonnenuhr trägt seine Initialen. 1768 erwarb James Mudie Pitmuies. Dieser ließ verschiedene Außengebäude anlegen und schuf vermutlich die Grundlagen der umgebenden Parks und Gärten, die seine Erben über ein Jahrhundert weiterentwickelten. Mudie ließ der allgemeinen Bevölkerung die Benutzung des Westtors und des Weges entlang des Herrenhauses gerichtlich untersagen und ließ eine neue Straße anlegen, die weiter von Pitmuies House entfernt verläuft. Um 1770 wurde Pitmuis House überarbeitet.
1876 veräußerten die Mudies das Anwesen an Leonard Lyell, den späteren ersten Baron Lyell. Lyell verblieb jedoch in seiner Villa in Kirriemuir und verpachtete das Anwesen an verschiedene Personen, bis ein Major Crombie es 1919 erwarb. Crombie trägt einen bedeutenden Anteil an der Entwicklung der Parks und Gärten. 1945 verkaufte Crombies Sohn Pitmuies an Douglas Ogilvie, in dessen Familie es seitdem vererbt wird.